# Мубейїн Бату Алтан
Мубейїн Бату Алтан — американський кримськотатарський вчений, активіст і провідний діяч американської кримськотатарської громади.

## Життя
Алтан народився в Криму в Українській РСР у родині переміщених кримських татар із Судака. Їх початкове прізвище було Мухтар, але воно було змінене, коли вони оселилися в таборі для біженців у Тузлі, Туреччина. У 1960-х роках його родина емігрувала до США, де він навчався спочатку в Бріджпортському університеті, а пізніше на факультеті вивчення внутрішньої Азії та Алтаї Гарвардського університету. У 1986 році почав видавати Crimean Review (Кримський Огляд) — перший англомовний журнал про національний рух кримських татар. З 1999 по 2003 роки він був президентом Міжнародного комітету по Криму, зараз є директором Кримськотатарського науково-інформаційного центру.